# Mesochorus divergentus
Mesochorus divergentus är en stekelart som beskrevs av Schwenke 2002. Mesochorus divergentus ingår i släktet Mesochorus och familjen brokparasitsteklar. Inga underarter finns listade i Catalogue of Life.